# Speaking of Now
Speaking of Now – dziesiąty studyjny (trzynasty w dyskografii) album grupy Pat Metheny Group, wydany w 2002 r. przez wytwórnię Warner Bros. Records.
Album zdobył w 2003 r. nagrodę Grammy w kategorii Best Contemporary Jazz Album.
W Polsce nagrania uzyskały status platynowej płyty.

## Lista utworów
1. „As It Is” (Metheny i Mays) – 7:40
2. „Proof” (Metheny i Mays) – 10:13
3. „Another Life” (Metheny) – 7:08
4. „The Gathering Sky” (Metheny i Mays) – 9:22
5. „You” (Metheny) – 8:24
6. „On Her Way” (Metheny i Mays) – 6:04
7. „A Place In The World” (Metheny i Mays) – 9:52
8. „Afternoon” (Metheny) – 4:43
9. „Wherever You Go” (Metheny i Mays) – 8:04

## Skład zespołu
- Pat Metheny – gitary
- Lyle Mays – fortepian, instrumenty klawiszowe
- Richard Bona – wokal, gitara akustyczna, instrumenty klawiszowe
- Steve Rodby – gitara basowa, wiolonczela
- Antonio Sánchez – perkusja
- David Samuels – instrumenty perkusyjne, marimba
- Cuong Vu – wokal, trąbka

## Miejsca na listachBillboardu
| Rok  | Lista                        | Miejsce |
| ---- | ---------------------------- | ------- |
| 2002 | The Billboard 200            | 101     |
| 2002 | Top Contemporary Jazz Albums | 1       |
| 2002 | Top Internet Albums          | 6       |